# Teodor Bolduan
Teodor Bolduan (ur. 11 stycznia 1902 w Kościerzynie, zm. 15 października 1939 koło Wejherowa) – polski samorządowiec, burmistrz Wejherowa (w latach 1933–1939), ojciec Tadeusza Bolduana, dziennikarza i działacza z Kaszub.

## Życiorys
Teodor Bolduan urodził się w kupieckiej rodzinie. Był synem Ryszarda i Rozalii z Borzyszkowskich. Po ukończeniu szkoły podstawowej podjął pracę, kończąc jednocześnie szkołę zawodową. Następnie przeniósł się do Torunia, gdzie pracował w sklepie żelaznym Leona Czempisza od 1 kwietnia 1919 roku do 8 lutego 1920 roku.

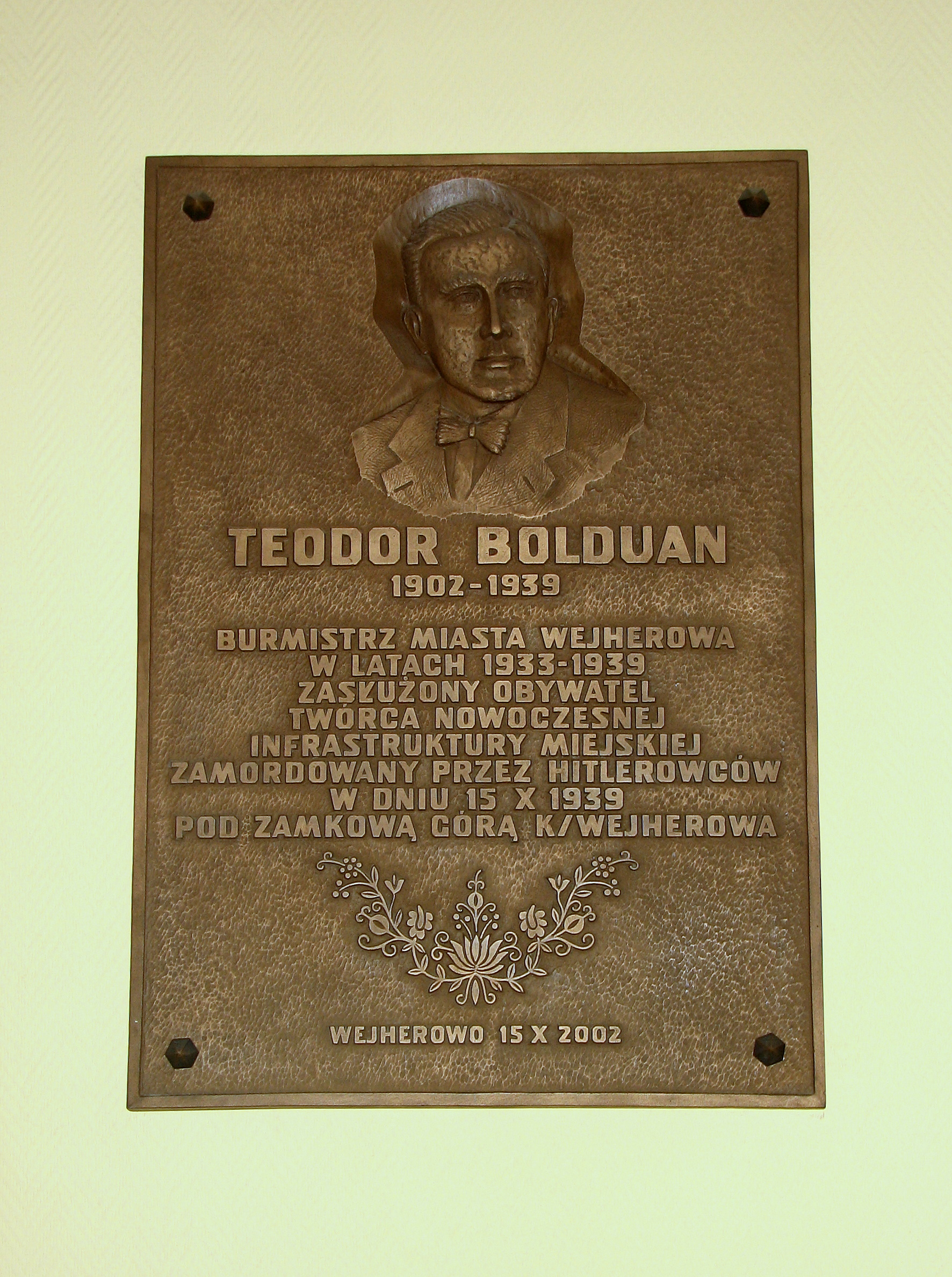
Tablica pamiątkowa w wejherowskim ratuszu

Po odbyciu służby wojskowej w Grudziądzu wrócił do Kościerzyny i od 1 marca 1921 roku rozpoczął pracę (jako pracownik kontraktowy) w starostwie. W tym też czasie jako wolny słuchacz zdał maturę.
W listopadzie 1933 roku został przeniesiony służbowo do Wejherowa i mianowany tymczasowym burmistrzem miasta. W następnym roku został zatwierdzony na stanowisko zawodowego burmistrza. W tym czasie pełnił również funkcję sekretarza Związku Miast Polskich oraz był członkiem Polskiego Związku Zachodniego.
Za jego kadencji w Wejherowie zbudowano odkryty basen kąpielowy spełniający wszystkie ówczesne standardy, działające do dziś korty tenisowe, wiele inwestycji typowo komunalnych (wodociągi, kanalizacja, ulice). 
2 września 1939 roku burmistrza, jako polskiego patriotę, aresztowało gestapo. Najpierw torturowany i poniżany (m.in. zmuszono go do zbierania śmieci na wejherowskim rynku), został w październiku 1939 roku rozstrzelany przez wejherowskich Niemców w lesie pod Zamkową Górą. Ekshumowany w 1946 roku, spoczął na cmentarzu w rodzinnej Kościerzynie.
Imię Teodora Bolduana nosi jedna z wejherowskich ulic oraz Zespół Szkół Ogólnokształcących nr 2 (wcześniej Szkoła Podstawowa nr 11 w Wejherowie). W miejscu jego kaźni ustawiony został obelisk; w ostatnich latach poświęcono mu też monografię, hasło w wejherowskim bedekerze, konkurs poetycki oraz tablicę na wejherowskim ratuszu.
Rok 2002 z okazji 100 rocznicy urodzin Teodora Bolduana został ustanowiony przez Zarząd Miasta Wejherowa Rokiem Bolduanowskim.